# IQ-Diskont

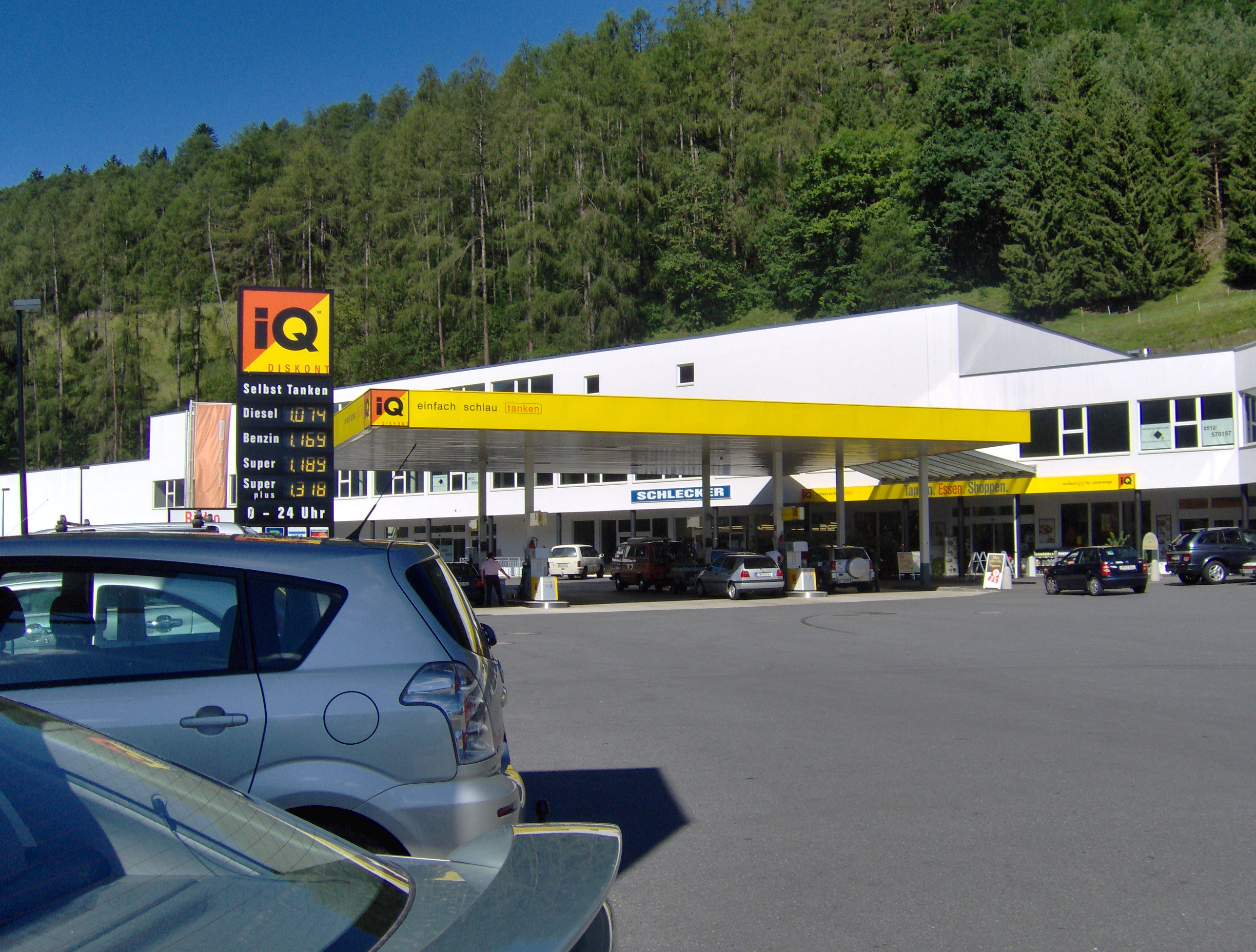
IQ-Diskonttankstelle in Tarrenz

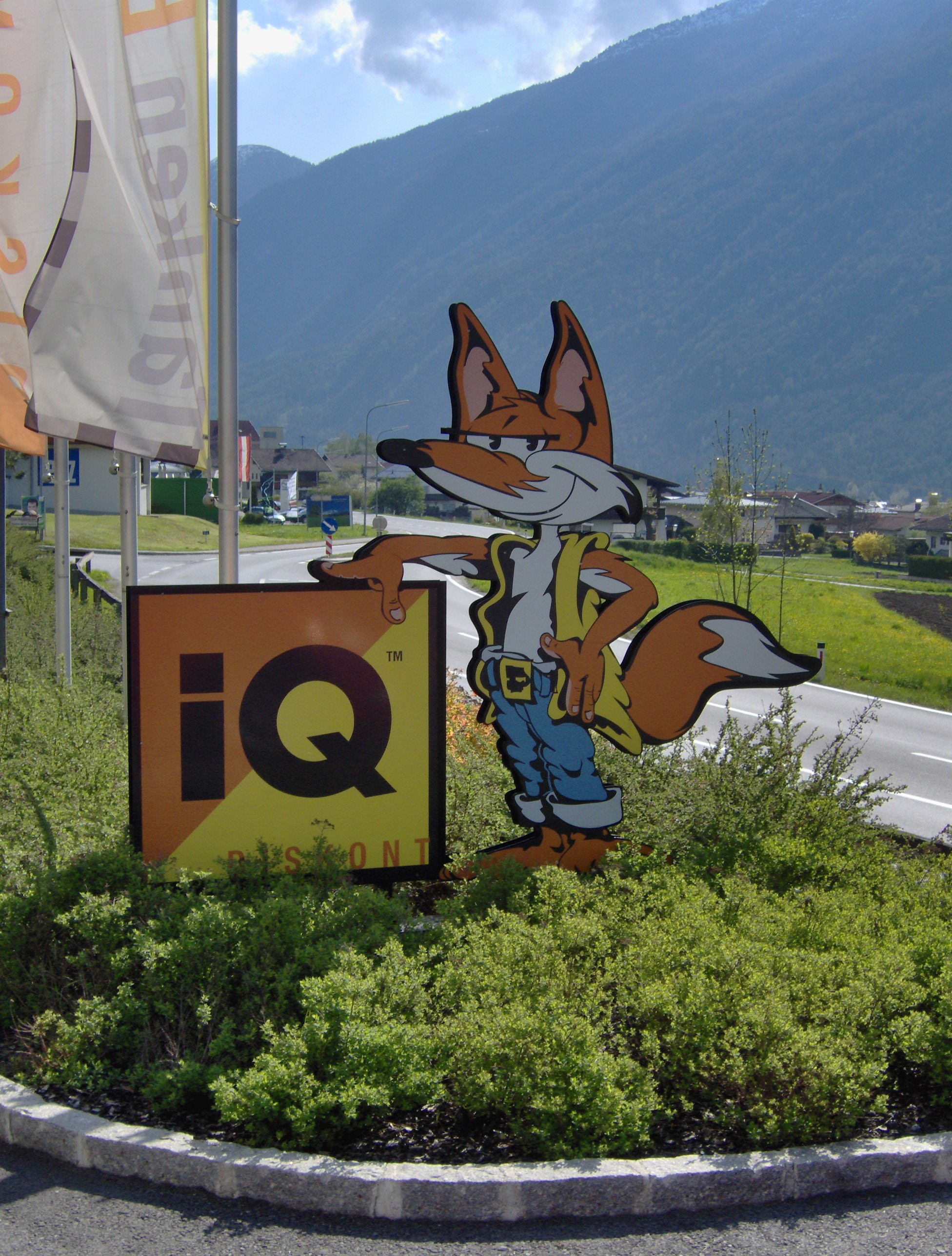
Ein Fuchs bildet das Firmenlogo von IQ-Diskont

IQ-Diskont ist ein 1996 gegründeter Zusammenschluss unabhängiger Tankstellenunternehmer, welche ihre Produkte gemeinsam über den Mineralölgroßhandel Julius Stiglechner GmbH & Co KG beziehen. Das System ist franchiseähnlich aufgebaut aber wohl am ehesten mit einer Einkaufsgesellschaft wie z. B. SPAR zu vergleichen.
Ein gemeinsamer Markenname und zentralisierte Werbung nimmt den Tankstellenbetreibern selbst einige Arbeit ab, zugleich kann Mineralöl unabhängig von Ölmultis günstig eingekauft werden.
Das Unternehmen mit Sitz in Linz ging im Juni 1996 mit zwölf Tankstellen in Ober- und Niederösterreich an den Start. 2009 belieferte das Unternehmen österreichweit (mit Ausnahme Tirols und Vorarlbergs) 68 Tankstellen.

## Sonstiges
Die internationale Jänner-Rallye, die 2006 zum 24. Mal stattfand, wird seit 2001 von IQ-Diskont gesponsert.